# 더 롱 다크
《더 롱 다크》(The Long Dark)는 Hinterland Studio에서 개발한 1인칭 오픈 월드 생존 시뮬레이션 게임이다. MS 윈도와 애플 맥 OS X, XBOX ONE, PS4에서 구동된다. 알파 버전이 2014년 9월 22일 스팀을 통해 발매되었다. 정식 발매 전까지는 샌드박스 모드로 오직 얼마나 오래 생존하는지 기록을 남기는 모드와 몇 가지 안되는 플레이모드 밖에 없었다. 2017년 8월 1일 정식 버전이 출시되며 스토리모드도 함께 나왔으며, 현재는 에피소드 2까지 있다. 3은 2018년 공개되었다.
지자기 폭풍으로 인한 전지구적 재앙 이후, 캐나다 북부의 타이가 지대에 비행기가 추락한 게이머는 산, 호수, 바다 등 각각 특성이 다른 5개의 지역으로 나뉜 혹한의 공간에서 살아남기 위해 불을 피우고 식량을 모으고 늑대와 곰에게서 자신을 방어하거나 역으로 사냥해야 한다.
난이도는 순례자, 여행자, 스토커, 침입자 난이도로 구성되어 있으며, 쉬움, 보통, 어려움, 매우 어려움 순으로 나뉘어 있다고 보면 된다. 각 난이도에서의 나오는 아이템의 종류와 수량, 시작할 때 주어지는 아이템, 날씨, 남아있는 건물, 칼로리 소모량, 맹수들의 공격력, 물품 내구도 마모도 등에서 매우 많은 차이가 있다.

## 평가
| 평가                                                                                   |                                     |
| -------------------------------------------------------------------------------------- | ----------------------------------- |
| 통합 점수 통합사 점수 메타크리틱 PC: 77/100 [ 2 ] PS4: 75/100 [ 3 ] XONE: 76/100 [ 4 ] |                                     |
| 통합 점수                                                                              |                                     |
| 통합사                                                                                 | 점수                                |
| 메타크리틱                                                                             | PC: 77/100 PS4: 75/100 XONE: 76/100 |